# Christophe Dientzenhofer
Christophe Dientzenhofer (7 juillet 1655, St. Margarethen près de Brannenburg - 20 juin 1722, Prague) est un architecte allemand de Bohême, dont la famille est originaire de Haute-Bavière. Ses réalisations sont de style baroque. Il est membre de la célèbre famille d'architecte des Dientzenhofer et le père de Kilian Ignaz Dientzenhofer.
Ses travaux les plus célèbres sont l'église Saint-Nicolas de Malá Strana de Prague (1703-1711) complétée plus tard par son fils, le monastère de Břevnov (1708 - 1721) également à Prague et l'église Sainte-Claire à Egra (1708-1711). Beaucoup de ses œuvres sont difficiles à identifier à cause du manque de documentation d'époque.

## Galerie

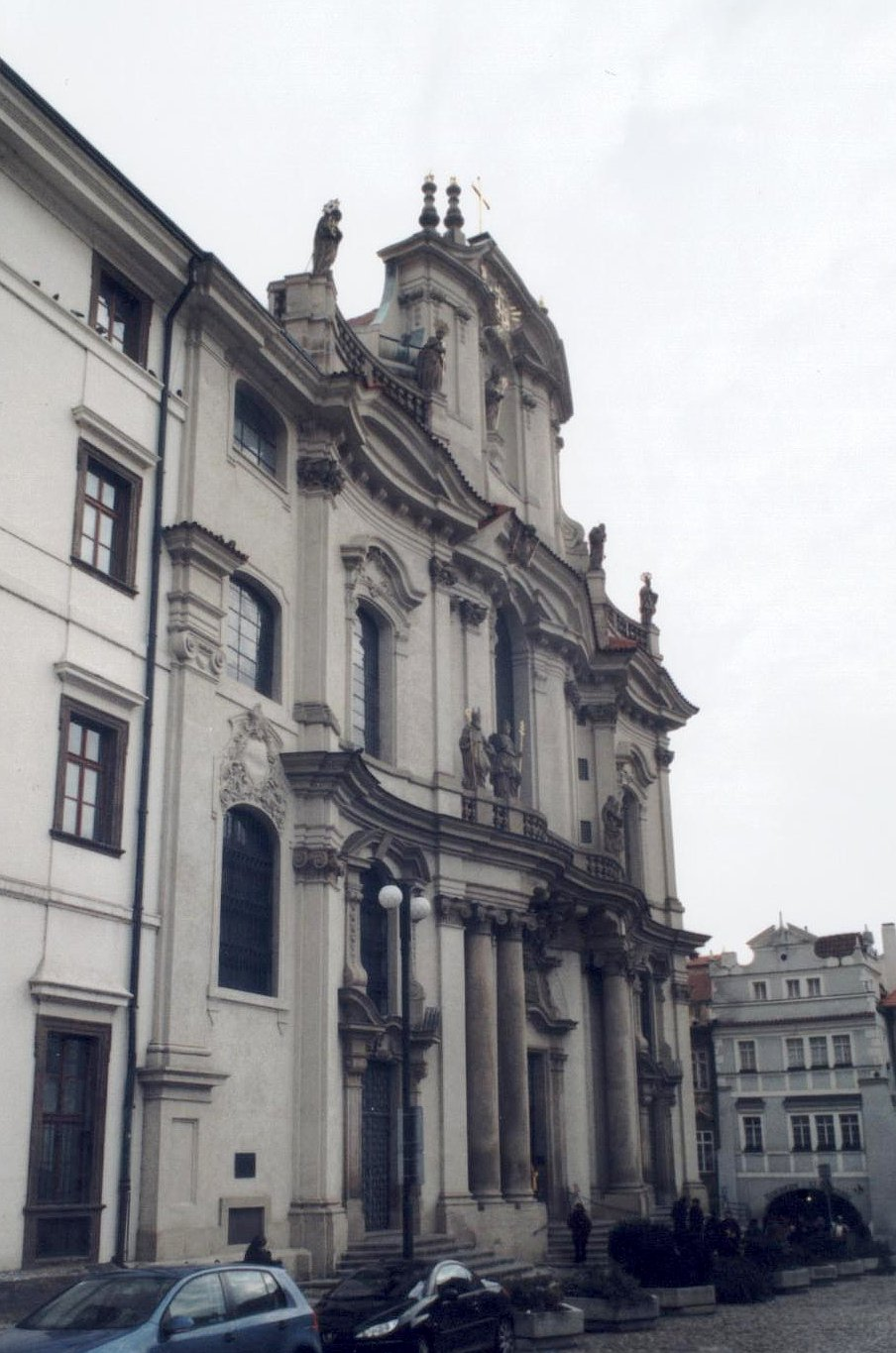
L'église Saint-Nicolas de Malá Strana
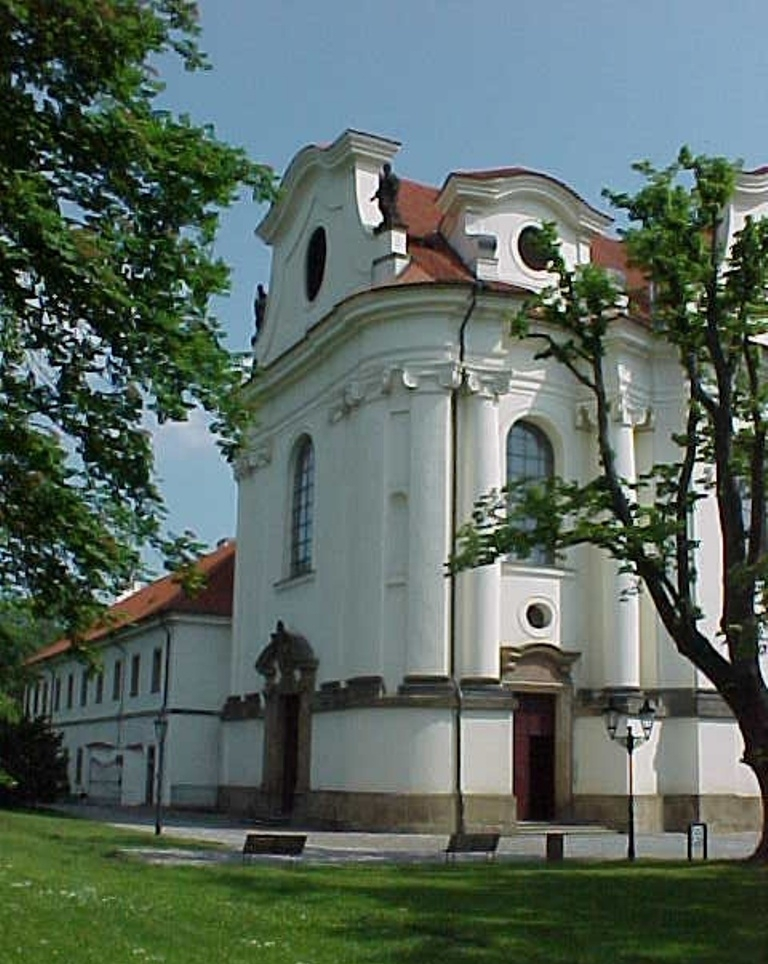
Monastère de Břevnov